# تاكيو واكاباياشي
تاكيو واكاباياشي (باليابانية: 若林 竹雄) (مواليد 29 أغسطس 1907)، هو لاعب كرة قدم ياباني سابق كان يلعب كمهاجم. سبق له أن لعب مع منتخب اليابان.

## وصلات خارجية
- تاكيو واكاباياشي على موقع ناشيونال فوتبول تيمز (الإنجليزية)

- National Football Teams
- Japan National Football Team Database